# Due o tre cose che so di lei
Due o tre cose che so di lei (2 ou 3 choses que je sais d'elle) è un film del 1967 diretto da Jean-Luc Godard.
Come altri suoi precedenti lungometraggi (Questa è la mia vita e Il maschio e la femmina) che prendono a pretesto un'indagine giornalistica, ha l'ambizione di presentare un reportage di tipo sociologico tramite gli strumenti della fiction. In questo caso si tratta di una panoramica sulla complessità della vita parigina e le sue contraddizioni profonde, sulla reificazione nella società dei consumi.
(Jean-Luc Godard)

## Titolo
Il titolo utilizzato e parafrasato innumerevoli volte, è diventato un autentico modo di dire; la “lei” alla quale fa riferimento non è soltanto la protagonista Juliette Janson, “pedinata” lungo 24 ore di una giornata tipo, ma anche e soprattutto Parigi, una città in profonda trasformazione urbanistica e sociale.

## Trama
La voce fuori campo del narratore che bisbiglia (nell'originale è lo stesso Godard), presenta all'inizio del film la sua protagonista Juliette Janson e contemporaneamente l'attrice, Marina Vlady. Il film segue 24 ore nella vita di questa donna, giovane madre di famiglia, mostrando al tempo stesso la vita di una città: la lei del titolo è infatti sia Juliette che Parigi.
La sera dopo cena Juliette lava i piatti mentre suo marito Robert ascolta la radio insieme all'amico Roger; captano un segnale nel quale il presidente degli Stati Uniti annuncia bombardamenti sul Vietnam del Nord, poi su Pechino e infine su Mosca. Juliette si corica, si affaccia in camera il figlio piccolo per raccontare un sogno: ha visto camminare per la strada due bambini identici che si sono fusi in uno solo; Juliette capisce che si trattava del Vietnam del Nord e del Vietnam del Sud che si riunivano.
Il mattino seguente Juliette porta la figlia in un asilo situato in un appartamento, gestito da un vecchino, e paga con una tavoletta di cioccolato; gli stessi locali funzionano anche come stanze d'appuntamento per prostitute occasionali, e infatti vediamo entrare una coppia per appartarsi in una camera, e l'uomo pagare con del cibo in scatola.
La stessa Juliette, d'altronde, frequenta l'appartamento per occasionali incontri, e usa il ricavato per acquistare beni che altrimenti non potrebbe permettersi. Si reca in una boutique dove indossa vestiti e pellicce. Più tardi segue l'amica Marianne in un albergo per un ménage à trois con uno statunitense, un giornalista inviato a Saigon che si trova in vacanza a Parigi; l'uomo le fa spogliare completamente e le filma con una cinepresa Super 8 mentre camminano tenendo in testa una borsa della compagnia aerea TWA.
Nel frattempo suo marito Robert, che la aspetta al tavolo di un vicino caffè, conversa con una ragazza che attacca bottone con lui, mentre parlano di sesso e anche di linguaggio. Nel locale ci sono anche Bouvard e Pécuchet, i personaggi del romanzo di Flaubert, sommersi da libri dei quali leggono alcune frasi a caso, in una specie di auto-parodia del “citazionismo” di Godard.
Nella scena successiva, Juliette risponde a una specie di intervista sullo sfondo del quartiere in costruzione, mentre la cinepresa effettua una lunga panoramica sulle gru e i lavori edili. La sera Juliette ritorna a casa con il marito e i figli, e la routine domestica continua. Più tardi nel letto i coniugi leggono, poi parlano d'amore.
Nell'ultima inquadratura si vede una ripresa macro di scatole di prodotti di consumo diversi disposti in un prato a formare una città.

## Produzione
François Truffaut, coproduttore del film, dirà dell'amico Godard: 
(François Truffaut)

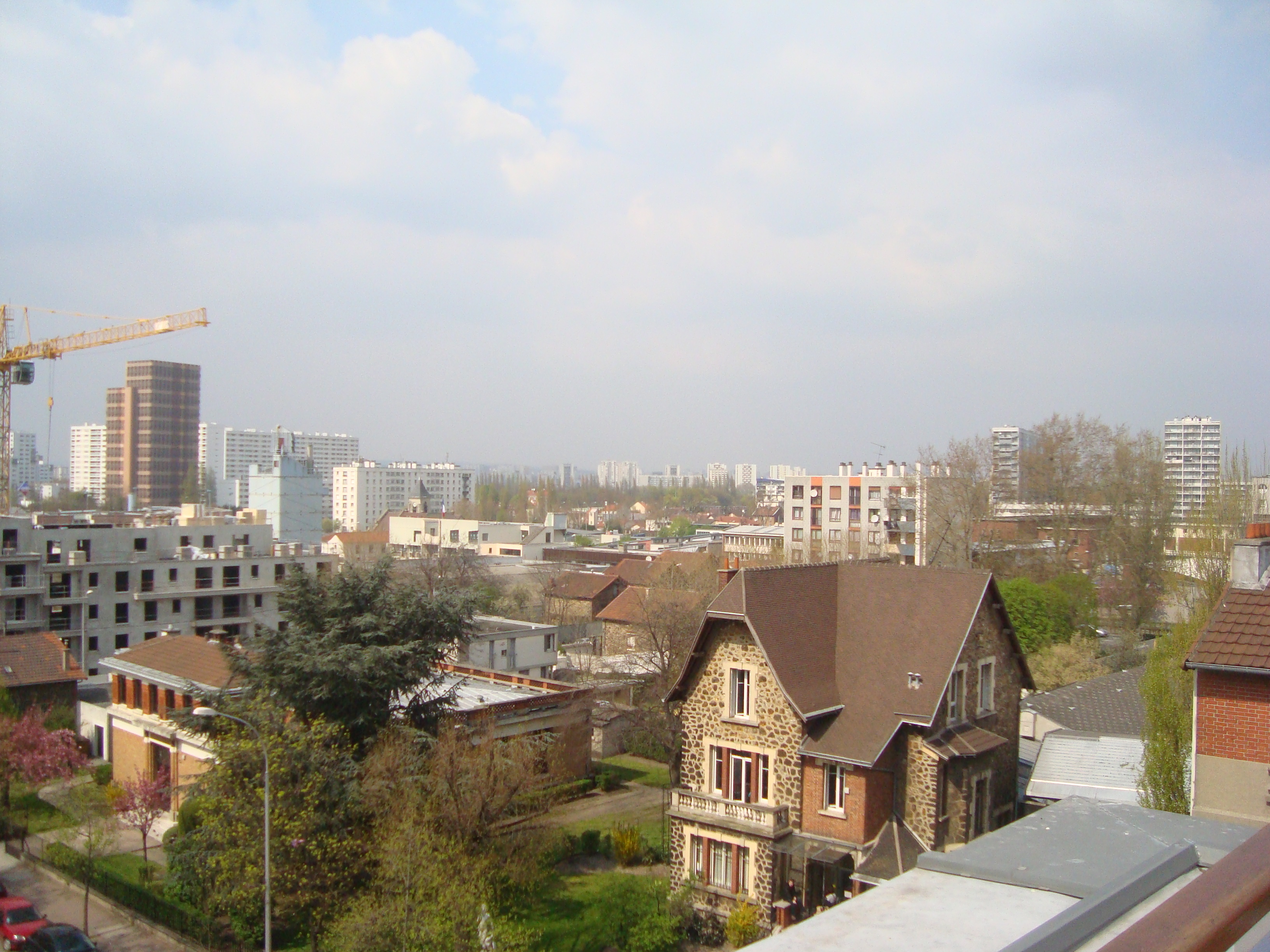
La Courneuve, vista dal municipio

Le riprese hanno luogo nel quartiere di Quatre Mille nel comune di La Courneuve, al confine nordest di Parigi, immensa area di nuovo insediamento che comporta un massiccio trasferimento di popolazione. Iniziano l'8 agosto 1966, immediatamente dopo il termine delle riprese di Made in U.S.A., concluse il 30 luglio; questo ha fatto nascere la leggenda cinematografica di due film portati avanti contemporaneamente, al mattino le riprese di uno e al pomeriggio quelle dell'altro; in realtà si sovrappone soltanto il lavoro di post-produzione del primo con le riprese del secondo, che hanno termine il 27 agosto, con la rapidità caratteristica del regista. L'équipe tecnica è comunque la stessa per le due pellicole.
Due o tre cose che so di lei è un'opera ambiziosa e minuziosamente preparata. Già da tempo Godard pensa a un nuovo film sulla prostituzione, dopo Questa è la mia vita; l'idea di partenza per il soggetto è un'inchiesta di Catherine Vimenet apparsa su Le Nouvel Observateur il 29 marzo 1966, dal titolo Les étoiles filantes: la prostitution dans les grandes ensembles, che parla della mercificazione occasionale di non professioniste per procurarsi i mezzi necessari alla vita nella metropoli, in particolare nei nuovi insediamenti urbani alla periferia di Parigi. Da qui l'idea di descrivere un momento nella vita di una donna e al tempo stesso nella vita di una città. Al di là delle intenzioni dell'autore, rappresenta il momento di passaggio dalla sociologia alla speculazione filosofica.
Godard scrive una sceneggiatura “non commerciale” da non mostrare ai finanziatori, della lunghezza di 4 pagine, intitolata Ma démarche en quatre mouvements, nella quale immagina un “film strutturalista” che prevede quattro punti di vista incrociati:
1. La descrizione oggettiva di oggetti (sigarette, libri, tv, auto) e dei soggetti (Juliette, l'Americano, il parrucchiere, i viaggiatori, i bambini).
2. La descrizione soggettiva degli stessi soggetti e oggetti, soprattutto per il tramite dei sentimenti.
3. La ricerca delle strutture, come somma di descrizione soggettiva e oggettiva che conduce a forme più generali secondo una semplice equazione, 1 + 2 = 3, permettendo di cogliere un “senso d'insieme”. Questo terzo movimento corrisponde al movimento profondo del film che è il tentativo di descrizione di un insieme (esseri e cose) dato che non viene fatta alcuna differenza fra i due.
4. La vita, come liberazione dai fenomeni dell'insieme, l'esistenza singolare di Juliette che si libera dell'universale per entrare nel particolare, secondo l'“equazione” 1 + 2 + 3 = 4.

Il principio organizzativo e strutturale secondo il quale il film è organizzato è l'identificazione tra la protagonista, la città e il linguaggio, dunque tra soggetto, oggetto e segno. Due o tre cose che so di lei spinge lo sguardo godardiano fino al limite dello strutturalismo, perché la verità della società è sepolta in profondo, al di là delle apparenze. Tuttavia, malgrado i punti di contatto (per esempio i richiami alla artificialità del testo e alle illusioni del naturalismo, e la tecnica di composizione di elementi eterogenei), un film non potrà mai essere strutturalista di per sé.

### La tazzina di caffè
Più o meno al centro del film, la macchina da presa inquadra dall'alto una tazzina di caffè sul tavolo davanti alla protagonista. In questa ripresa divenuta giustamente celebre, si vede la schiuma che girando vorticosamente per effetto del movimento del cucchiaino, quasi per ipnotizzare lo spettatore, e imita per inerzia la forma a spirale della Via Lattea: una visione “cosmica” per il progetto totale di risistemazione dell'intelligenza che Godard porta avanti film dopo film. La sua voce sommessa intanto recita quasi sottovoce:

### Jean-Luc Godard e Marina Vlady

Marina Vlady nel 1963

Una settimana prima dell'inizio delle riprese, Jean-Luc Godard propone alla sua attrice protagonista, Marina Vlady, di sposarlo: è il 15 luglio 1966, il regista la sta accompagnando all'aeroporto di Bourget dove lei prenderà un volo per la Romania insieme ai due figli più grandi. Al momento del saluti le dice: “Vuoi sposarmi? Non rispondere subito. Al ritorno dalle vacanze, aspetterò la tua risposta”. Marina Vlady è stupefatta perché, malgrado la loro stretta amicizia del periodo precedente, a suo dire nulla faceva presagire la proposta.
Godard aveva 36 anni e usciva dal matrimonio con Anna Karina, mentre la Vlady aveva 28 anni e tre figli. Inizialmente Godard le aveva proposto la parte di M.me de Mortsauf in una progettata riduzione cinematografica di Il giglio della valle di Balzac, quindi l'aveva raggiunta in Giappone con la scusa di una tournée per la promozione del suo Il maschio e la femmina, e avevano trascorso insieme tre settimane di amicizia platonica. Tornati a Parigi avevano fatto seguito piccoli gesti d'attenzione, come bigliettini sul parabrezza dell'auto, visite improvvise, regali e inviti a cena, sempre in un'atmosfera brillante.
Tornata dalla Romania, Vlady rifiuta gentilmente la proposta di matrimonio, e da quel momento Godard non le rivolge più la parola, neppure durante le riprese del film, con l'esclusione delle famose istruzioni che il regista dettava direttamente nell'orecchio dei suoi attori per suggerire battute e atteggiamenti. Godard comincerà a frequentare Anne Wiazemsky, una giovanissima attrice ancora all'ultimo anno di liceo, che gli scrisse una lettera d'amore dopo aver visto al cinema Il bandito delle 11 e che diventerà la sua seconda moglie.